# ジフェバルバメート
ジフェバルバメート (Difebarbamate)(INN) は、バルビツール酸系およびカルバメート系の精神安定剤で、ヨーロッパではテトラバメート（Atrium, Sevrium）と呼ばれる配合剤の成分として使用されている。